# Pestruper Moor
Das Pestruper Moor ist ein Naturschutzgebiet (NSG) im Landkreis Oldenburg. Es liegt südöstlich des Stadtgebietes von Wildeshausen, nordwestlich vom Pestruper Gräberfeld als Teil des Naturschutzgebietes „Pestruper Gräberfeld und Rosengarten“ zwischen der K 248 und der östlich fließenden Hunte.

## Beschreibung
Das Schutzgebiet mit der Kennzeichen-Nr. NSG WE 074 ist 35 ha groß. Es enthält ein Niedermoor, das weitgehend von Wald bewachsen ist und gesichert werden soll. Verlandungsbereiche bilden sich in ehemaligen Handtorfstichen. Durch starke Wiedervernässung hat das Gebiet eine besondere Bedeutung für moor- und feuchteliebende Tier- und Pflanzenarten.

## Geschichte
Mit Erstverordnung und gültiger Verordnung vom 11. Dezember 1939 wurde das Gebiet "Pestruper Moor" zum Naturschutzgebiet erklärt. Zuständig ist der Landkreis Oldenburg als untere Naturschutzbehörde.